# 穆罕默德·法里德·迪迪
苏丹哈芝穆罕默德·法里德·迪迪（拉丁化：Al'amīru Muḥanmadu Farīdu Dīdī KCMG，1901年1月11日—1969年5月27日）,是马尔代夫最后一位苏丹，也是苏丹阿都·马吉·迪迪之子。1954年3月7日—1968年11月11日，他担任马尔代夫苏丹。他于1968年马尔代夫成为共和国时被罢免，并于次年去世。他的最后一任首相易卜拉欣·纳西尔当选为第二任马尔代夫总统。他是马尔代夫的国父之一。

## 早年生活
他曾就读于锡兰的科伦坡皇家学院。在锡兰呆了7年后，1932年12月16日，他回来成为苏丹哈山·诺拉丁二世的首相。1933年至1942年，他担任皇家人民议会议长。

## 统治
马尔代夫第一共和国总统莫哈末·阿敏·迪迪倒台后，举行了1953年公民投票，该国再次被宣布为苏丹国。之后，原“人民议会”解散，选举产生了新的“人民议会”。特别议会的成员决定进行无记名投票，选举苏丹，莫哈末·法立一世于1954年当选为第84任马尔代夫苏丹。他的第一任首相阿里·迪迪(也叫法穆拉迪里·基列法安)。1957年12月11日，阿里首相被迫辞职，次日，易卜拉欣·纳西尔当选为新首相。
1967年11月15日，议会进行投票，决定马尔代夫是否应该继续保留君主立宪制或成为共和国。在44名国会议员中，有40人投票赞成成立共和国。1968年3月15日，举行了宪法公投，81.23%的选民赞成建立共和国。共和国于1968年11月11日宣告成立，从而结束了长达853年的君主制。

## 晚年生活
退位宣誓后，苏丹离开王宫，回到自己的住所。他于1969年5月27日在马累去世。他被举行了国葬，并被埋葬在加洛鲁公墓。